# Parque de El Bosque

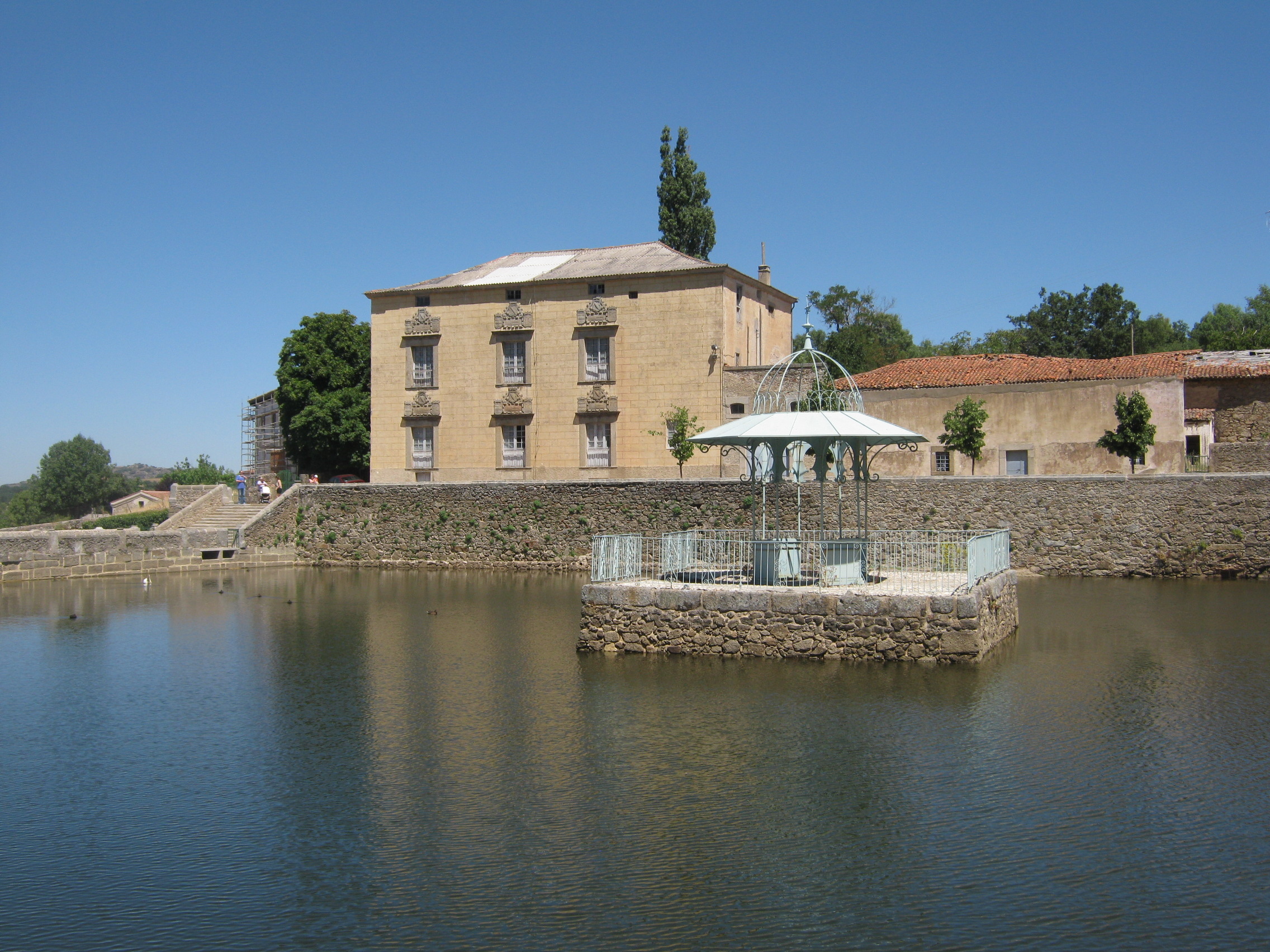
Estanque de El Bosque con el palacio de los Zúñiga al fondo

El Bosque es un jardín renacentista de España localizado en el municipio de Béjar, en la provincia de Salamanca, comunidad autónoma de Castilla y León. 

## Historia
La finca de El Bosque, construida como villa de recreo de los Duques de Béjar y de Plasencia.
Fue declarado jardín artístico —equivalente a la figura de Bien de Interés Cultural— el 11 de enero de 1946.
La primera mención explícita al estanque del jardín, que ha sufrido varias remodelaciones, data de 1567; los últimos añadidos de importancia al jardín se produjeron en 1896.
Desde 1999 la propiedad del complejo es compartida entre el ayuntamiento de Béjar (2/3) y la Junta de Castilla y León (1 tercio).

## Descripción
Se trata de uno de los jardines más antiguos de España del tipo italiano renacentista. Cuenta con un gran estanque, una fuente monumental, una plazoleta, balaustradas, bancos, más fuentes y graderías en conjunto armónico, y un palacete.
El Bosque es un parque señorial, construido por los duques, en el lugar por el que trascurría un arroyo, canalizado de manera que forma un gran estanque y numerosas fuentes monumentales. Destaca igualmente por su arboleda, que conforma un jardín botánico, entre la cual hay árboles singulares como una gran secuoya gigante, plantada en el siglo XIX.